# Занзибарско галаго
Занзибарското галаго (Galago zanzibaricus) е вид бозайник от семейство Галагови (Galagidae).

## Разпространение и местообитание
Разпространен е в Танзания.